# Quận của tỉnh Sarthe
3 quận của tỉnh Sarthe gồm:
1. Quận La Flèche, (quận lỵ: La Flèche) với 12 tổng và 125 xã. Dân số của quận này là 83.330 người năm 1990, 87.199 người năm 1999, tăng trưởng dân số là 4.64%.
2. Quận Mamers, (quận lỵ: Mamers) với 16 tổng và 202 xã. Dân số của quận này là 77.028 người năm 1990, và 79.407 người năm 1999, tăng trưởng dân số là 3.09%.
3. Quận Le Mans, (tỉnh lỵ của tỉnh Sardepartment: Le Mans) với 12 tổng và 48 xã. Dân số của quận này là 353.296 người năm 1990, và 363.245 người năm 1999, tăng trưởng dân số là 2.82%.